# Пінчак Михайло Степанович
Пінчак Михайло Степанович (нар. 21 червня 1995, с. Заруддя, Збаразький р-н, Тернопільська область) — український поет, журналіст, учасник благодійних літературно-музичних вечорів, засновник та фронтмен літературно-музичного проєкту «litCORE».

## Біографія
Отримав освіту:
- Зарудянська ЗОШ І-ІІІ ступенів.
- Дубенський коледж РДГУ, спеціальність: вчитель початкових класів та німецької мови у початкових класах.
- Тернопільський коледж ВМУРОЛ «Україна», спеціальність: видавнича справа та редагування; журналістика.

## Діяльність
Учасник фестивалів: «Razomfest»(2016), «Файне місто»(2016—2019), «Фестиваль Ї»(2017—2019), «Zaxidfest»(2019), Форуму видавців у 2016—2018 роках.
Переможець поетичних батлів: «ФРІ Тернопіль» та «Їдка суміш».
Учасник проєктів: «Обмін речовин», «Реанімація», «Їдка суміш», «Культурний міст Тернопіль-Полтава», «LitZustrich», «Тернопільська поезія мертва».
Виступає як лектор, брав участь як спікер у заході «University Brain Battle» від SAIUP.
У 2016 році у Тернополі створили літературно-музичний проєкт «litCORE».
У березні 2020 року почали реліз альбому «СЛУШНО», а також випустили аудіокнигу Ірини Кулянди — «Пливи, кораблику, пливи».
З вересня 2020 року працює диктором на платформі «Ukr.Lib“.

## Творчість
- Море [Архівовано 6 листопада 2020 у Wayback Machine.]
- Ліхтар
- Вісім
- Естер
- Брудно і пусто
- Небо впирається в стелю
- Поки мороз торкає твоєї шкіри